# Андрија Златић
Андрија Златић (рођен 25. јануара 1978. у Ужицу) је српски спортиста и репрезентативац Србије у стрељаштву. Члан је стрељачког клуба „Алекса Дејовић“. Такмичи се од 1990. године, а тренер му је брат, Александар Златић.

## 2002.
Учествовао је на Светском првенству у стрељаштву које је одржано од 2. до 16. јула у Лахти. На овом првенству је освојио сребрну медаљу у гађању ваздушним пиштољем. На тај начин је обезбедио визу за Летње олимпијске игре 2004. године.

## Олимпијске игре 2004.
Учествовао је на Летњим олимпијским играма 2004. године. Такмичио се као репрезентативац Србије и Црне Горе у две категорије: МК пиштољ 50 метара и ваздушни пиштољ 10 метара.
На такмичењу малокалибарским пиштољем 50 метара је освојио 32. место резултатом 546 кругова.
Квалификације, МК пиштољ 50 м
| Серија   | 1  | 2  | 3  | 4  | 5  | 6  | укупно |
| -------- | -- | -- | -- | -- | -- | -- | ------ |
| Резултат | 90 | 92 | 91 | 92 | 89 | 92 | 546    |

На такмичењу ваздушним пиштољем 10 метара је освојио 13. место резултатом 579 кругова.
Квалификације, ваздушни пиштољ 10 м
| Серија   | 1  | 2  | 3  | 4  | 5  | 6  | укупно |
| -------- | -- | -- | -- | -- | -- | -- | ------ |
| Резултат | 97 | 94 | 98 | 97 | 94 | 99 | 579    |

## 2009. година
Ове године је учествовао на Европском првенству у стрељаштву које се одржавало у Прагу. На овом првенству је у појединачној конкуренцији ваздушним пиштољем освојио златну медаљу. Екипа Србије у којој су били Андрија Златић, Дамир Микец и Димитрије Гргић је освојила сребрну медаљу.

## 2010. година
Стрељачки савез Србије га је прогласио најбољим стрелцем у Србији 2010. године.
Ове године је учествовао на Светском првенству које је одржано у Минхену. На њему је освојио сребрну медаљу у такмичењу ваздушним пиштољем резултатом 689.2 кругова. У екипном такмичењу ваздушним пиштољем је са репрезентацијом освојио 2. место резултатом 1747+71. Такође се такмичио у категорији малокалибарским пиштољем и освојио је 4. место. На овај начин је постао први српски спортиста који се квалификовао за Летње олимпијске игре 2012. године у Лондону.
На овом првенству је поставио 3 нова државна рекорда. Два државна рекорда је постигао у појединачној конкуренцији, укупним резултатом 689,2 круга и основним од 590 кругова. Екипно је српска екипа (Андрија Златић, Дамир Микец и Димитрије Гргић) упуцала 1.747 кругова што је такође нови државни рекорд.

## 2011. година
Стрељачки савез Србије га је прогласио најбољим стрелцем у Србији 2011. године у категорији пиштољ. Ове године је освојио осам трофеја, од тога седам појединачних. Андрија Златић је 2011. годину завршио као број један на светској ранг листи ваздушним пиштољем (2.386 бодова) и као број два мало калибарским пиштољем коју је 1. октобра објавила Међународна спортска стрељачка федерација - ISSF.
У финалу Светског купа у Вроцлаву МК пиштољем је освојио златну медаљу и кристални глобус ISSF-а. На овај начин је постао шести стрелац у историји српског стрељаштва који је освојио Кристални глобус, један од најпрестижнијих трофеја у стрељаштву. На шампионату Европе МК пиштољем које је одржано у јулу 2011. године у Београду је освојио златну медаљу резултатом 661,4 (565) кругова.
На Европском првенству у Бреши је освојио сребро, док је у екипи са Микецом и Гргићем у Бреши освојио бронзу.
Учествовао је на светском купу у Чангвону где је освојио злато ваздушним пиштољем, у Форт Бенингу (14. до 22. маја) где је освојио бронзу МК пиштољем и у Минхену (16. до 23. јуна) где је освојио два сребра - МК пиштољем (662,9 (568) кругова) и ваздушним пиштољем (686,9 круга)..
Освојио је Куп Србије 2011. године у дисциплини ваздушни пиштољ.

## 2012.
Учествовао је на Европском првенству финском месту Вјерумаки (фин. Vierumäki) где је освојио пето место у дисциплини ваздушни пиштољ резултатом 682,8 (581) кругова. У екипној конкуренцији је био члан тима који је освојио шесто место са 1.723 круга (Златић 581, Микец 571, Гргић 571). На Европском првенству претходне године у бреши је освојио сребро, а у екипној конкуренцији бронзу..
Андрија Златић је на Великој награди Емира од Кувајта у гађању ваздушним пиштољем освојио златну медаљу резултатом 581 круг (по серијама 96, 98, 96, 97, 98, 96).
На Купу Србије који је одржан у Новом Саду у дисциплини ваздушни пиштољ је освојио прво место резултатом 684,7 (583) кругова. На овај начин је одбранио титулу од прошле године.

### Олимпијске игре 2012.
Учествовао је на Летњим олимпијским играма 2012. године. Такмичио се у две категорије: МК пиштољ 50 метара и ваздушни пиштољ 10 метара.
У гађању ваздушним пиштољем на 10 метара је 28. јуна 2012. године у квалификацијама заузео 3. место резултатом од 585 кругова. Истог дана је у финалу овог такмичења освојио бронзану медаљу, укупним резултатом од 685,2 круга. Ово је прва медаља коју је Србија освојила на Олимпијади 2012. године и укупно 99 медаља Србије на Олимпијским играма. Испред Златића су били Јин Јонг-ох из Јужне Кореје који је освојио злато (688,2) и Лука Тескони из Италије који је освојио сребро (685,8)
Квалификације, ваздушни пиштољ 10 м
| Серија   | 1  | 2  | 3   | 4  | 5  | 6  | укупно |
| -------- | -- | -- | --- | -- | -- | -- | ------ |
| Резултат | 97 | 96 | 100 | 99 | 96 | 97 | 585    |

Финале, ваздушни пиштољ 10 м.
| Серија   | 1    | 2   | 3   | 4    | 5   | 6    | 7    | 8   | 9    | 10   | укупно |
| -------- | ---- | --- | --- | ---- | --- | ---- | ---- | --- | ---- | ---- | ------ |
| Резултат | 10.0 | 9.8 | 9.2 | 10.3 | 9.8 | 10.6 | 10.5 | 9.5 | 10.3 | 10.2 | 100.2  |

## Награде

### Друге награде
- 2012: Награда Браћа Карић